# Велзебур, Моник
Моник Корнелия Аннамария Велзебур (нидерл. Monique Cornelia Annamaria Velzeboer; род.18 октября 1969 года в деревне Уд-Аде, провинция Южная Голландия) — нидерландская профессиональный фотограф и конькобежка, специализирующаяся в шорт-треке. Участвовала в Олимпийских играх 1988 и 1992 годов. Многократная призёр чемпионатов мира по шорт-треку. 

## Спортивная карьера
Моник Велзебур родилась и выросла в небольшой деревушке на ферме вместе со старшей сестрой Симоной и двумя братьями Марком и Алексом. Школа находилась в получасе от дома, поэтому ей приходилось добираться туда на велосипеде, что помогло в дальнейшем в её отличном физическом развитии. Она играла вместе с сестрой в гандбол, а мама каталась на коньках. В возрасте 10 лет вместе с братьями она последовала за сестрой Симоной кататься на коньках. Они ходили в конькобежный клуб "IHCL" в Лейдене, где был 200-метровый каток. Там впервые и познакомилась с шорт-треком. До 16 лет она совмещала катание на длинной дорожке с шорт-треком.
В 14 лет она уже участвовала на юниорских чемпионатах. В 1986 году на чемпионате мира в Шамони выиграла бронзу в эстафете вместе с сестрой Симоной Велзебур, Мануэлой Оссендрейвер и Эсмеральдой Оссендрейвер. Уже через полтора года эта великолепная четвёрка распалась из-за серьёзного инцидента, когда эти две спортивные семьи разругались вплоть до суда. Тренер национальной сборной отстранил сестёр Оссендрейвер от предстоящих Олимпийских игр и Кубка Европы. 
Моник же в 1988 году попала на Олимпийские игры в Калгари, где шорт-трек был показательным видом спорта и выиграла на дистанции 500 метров, стала второй на 1500 м, уступив только чемпионке мира канадке Сильви Дэгль и заняла третье место на 1000 метров, проиграв только китаянке Ли Янь и Сильви Дэгль, занявшей второе место. Следующие 2 года она стала второй в эстафете на чемпионате мира в Солихалле и заняла третье место на чемпионате мира в Амстердаме вновь в эстафете. 
На чемпионате мира в Сиднее в 1991 году Моник наконец выиграла серебро в индивидуальной дисциплине на 500 метров, а в чемпионате мира в Денвере взяла серебро на дистанции 1500 метров и второе место в эстафете. На зимних Олимпийских играх в Альбервиле она выступала на дистанции 500 метров и вышла в финал А, где не смогла попасть в тройку, заняв 4-е место.
В декабре 1993 года на Французском курорте Фон Ромё во время подготовки к Олимпиаде в Лиллехаммере Моник неудачно упала и сломала два шейных позвонка, её срочно на вертолёте доставили в Тулузу, где прооперировали. У неё был паралич двух ног и частично рук.. На этом её карьера спортсмена закончилась и она всю оставшуюся жизнь проведёт в инвалидном кресле.

## Жизнь после спорта
После 11 месяцев реабилитации получила диплом психолога. Училась в академии фотографии в Амстердаме и в 2002 году стала внештатным фотографом. В 2003 году стала послом фонда Лилиан, который занимается поддержкой детей с ограниченными возможностями в странах Азии, Африки и Южной Америки. Велзебур открыла фонд Рассела и стала послом фонда 4Kids. Дети Марка и племянницы Симоны и Моник Ксандра Велзебур и Михелле Велзебур участвуют за национальную сборную. В 2005 году у Моник родился сын Квинси, а ещё через шесть лет появилась на свет дочь Яра. Квинси любит играть в футбол и заниматься серфингом, а Яра любит танцевать и рисовать.